# Championnats d'Europe de gymnastique artistique féminine 1961
Navigation
Édition précédente Édition suivante
Les 3(es) championnats d'Europe de gymnastique artistique féminine ont eu lieu à Leipzig (Allemagne de l'Est) en 1961.

## Résultats femmes

### Concours général individuel
| Rang | Pays               | Athlète          | Points |
| ---- | ------------------ | ---------------- | ------ |
| 1    | Union soviétique   | Larissa Latynina | 38.500 |
| 2    | Union soviétique   | Polina Astakhova | 38.200 |
| 3    | Tchécoslovaquie    | Vera Caslavska   | 38.150 |
| 3    | Allemagne de l'Est | Ingrid Fost      | 38.150 |
| 5    | Allemagne de l'Est | Ute Starke       | 38.050 |
| 6    | Roumanie           | Elena Leusteanu  | 37.500 |
| 7    | Yougoslavie        | Marjana Bilic    | 36.800 |
| 8    | Roumanie           | Sonia Iovan      | 36.700 |

### Finales par engins

#### Saut femmes
| Rang | Pays               | Athlète          | Points |
| ---- | ------------------ | ---------------- | ------ |
| 1    | Allemagne de l'Est | Ute Starke       | 19.350 |
| 2    | Allemagne de l'Est | Ingrid Fost      | 19.083 |
| 3    | Pologne            | Natalia Kot      | 19.050 |
| 4    | Union soviétique   | Larissa Latynina | 19.000 |
| 5    | Hongrie            | Judith Hamori    | 18.933 |
| 6    | Tchécoslovaquie    | Vera Caslavska   | 18.883 |

#### Barres asymétriques
| Rang | Pays               | Athlète          | Points |
| ---- | ------------------ | ---------------- | ------ |
| 1    | Union soviétique   | Polina Astakhova | 19.400 |
| 2    | Union soviétique   | Larissa Latynina | 19.250 |
| 3    | Allemagne de l'Est | Ingrid Fost      | 19.100 |
| 4    | Roumanie           | Elena Leusteanu  | 19.067 |
| 5    | Tchécoslovaquie    | Vera Caslavska   | 18.867 |
| 6    | Yougoslavie        | Marjana Bilic    | 18.767 |

#### Poutre
| Rang | Pays               | Athlète          | Points |
| ---- | ------------------ | ---------------- | ------ |
| 1    | Union soviétique   | Polina Astakhova | 19.433 |
| 2    | Union soviétique   | Larissa Latynina | 19.317 |
| 3    | Allemagne de l'Est | Ingrid Fost      | 19.183 |
| 4    | Allemagne de l'Est | Ute Starke       | 19.033 |
| 5    | Tchécoslovaquie    | Eva Bosáková     | 19.000 |
| 6    | Bulgarie           | Raina Grigorova  | 18.867 |
| 7    | Tchécoslovaquie    | Vera Caslavska   | 18.217 |

#### Sol femmes
| Rang | Pays               | Athlète          | Points |
| ---- | ------------------ | ---------------- | ------ |
| 1    | Union soviétique   | Larissa Latynina | 19.400 |
| 2    | Union soviétique   | Polina Astakhova | 19.267 |
| 3    | Tchécoslovaquie    | Vera Caslavska   | 19.217 |
| 4    | Allemagne de l'Est | Ute Starke       | 19.200 |
| 5    | Allemagne de l'Est | Ingrid Fost      | 19.050 |
| 5    | Roumanie           | Elena Leusteanu  | 19.050 |